# Облога Володимира (1123)
Облога Володимира (1123) — невдалі дії Ярослава Святополчича і його союзників в ході повернення столиці Волинського князівства, в результаті яких Ярослава було вбито.

## Історія
У 1117 році Володимир Мономах викликав з Новгорода свого старшого сина Мстислава Великого і подарував йому Білгород-Київський. Ці дії викликали розрив Ярослава Святополчича волинського з дядьком і тестем, оскільки, можливо, він тлумачив цей крок як знак того, що Київ після смерті Мономаха буде переданий Мстиславу, що порушувало його права на Київ як сина Святополка Ізяславича.
Володимир Мономах вигнав Ярослава з Волині, а на його місце посадив свого сина, Романа Володимировича, після смерті якого в 1119 році князем став Андрій Володимирович.
В 1123 році Ярослав сформував потужну коаліцію, в якому увійшли поляки, угорці і Ростиславичі, та взяв в облогу Володимир. Володимир Мономах і Мстислав Володимирович не встигали допомогти місту. Смерть Ярослава у ході облоги призвела до відступу союзників.
Згодом, імовірно, Брячислав та Ізяслав Святополковичі продовжували княжити тільки в Турові, а в 1127 році потомки Ізяслава Ярославича втратили і цей уділ, повернувши його тільки в 1157 році.